# Werkhoven
Werkhoven is een dorp en een voormalige gemeente in de provincie Utrecht. De gemeente is op 1 september 1964 opgeheven en bij de gemeente Bunnik gevoegd. Het is een kleine kern met ongeveer 2.630 inwoners (CBS 2023). Werkhoven is ontstaan in de 8e eeuw onder de naam Wercundia. In de 12-13e eeuw werd de Kerk van Werkhoven gebouwd, de Sint Stevenskerk, die nog altijd het middelpunt van de historische kern van het dorp vormt. Er is veel agrarische activiteit, voornamelijk veeteelt en fruitteelt, in en om het dorp.
Werkhoven beschikt over een gerestaureerde korenmolen, de Rijn en Weert, die op zaterdagen te bezichtigen is voor het publiek. Verder ligt aan de rand van het dorp het kasteel Beverweerd, maar dat is niet toegankelijk voor publiek. Er zijn verschillende kleinschalige boerderijcampings in en rond het dorp.

## Monumenten
Een deel van Werkhoven is een beschermd dorpsgezicht. Momenteel (2012-2013) loopt er een belangrijke actie om de katholieke kerk te behouden, dat gebeurt onder het motto "t Dak van Werkhoven". Bij de kerk staat een Heilig Hartbeeld uit 1930. Zie ook:
- Lijst van rijksmonumenten in Werkhoven
- Lijst van gemeentelijke monumenten in Werkhoven

## Bekende inwoners

### Geboren in Werkhoven
- Coby van Baalen (6 april 1957), Nederlandse dressuuramazone en winnares van een zilveren medaille op de Olympische Spelen van 2000 in Sydney.
- Andreas Everardus van Braam Houckgeest (1739 – 1801), Nederlands koopman en diplomaat.

### Woonachtig geweest in Werkhoven
- Piet Keijzer (18 augustus 1918 – 20 juli 2008), Nederlands schaatser en winnaar van de zesde Elfstedentocht.

## Afbeeldingen

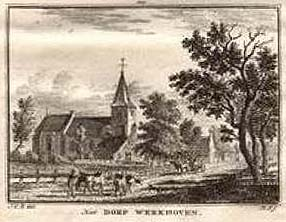
Het dorp Werkhoven op een kopergravure van Hendrik Spilman uit 1773
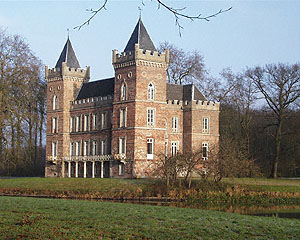
Het kasteel Beverweerd
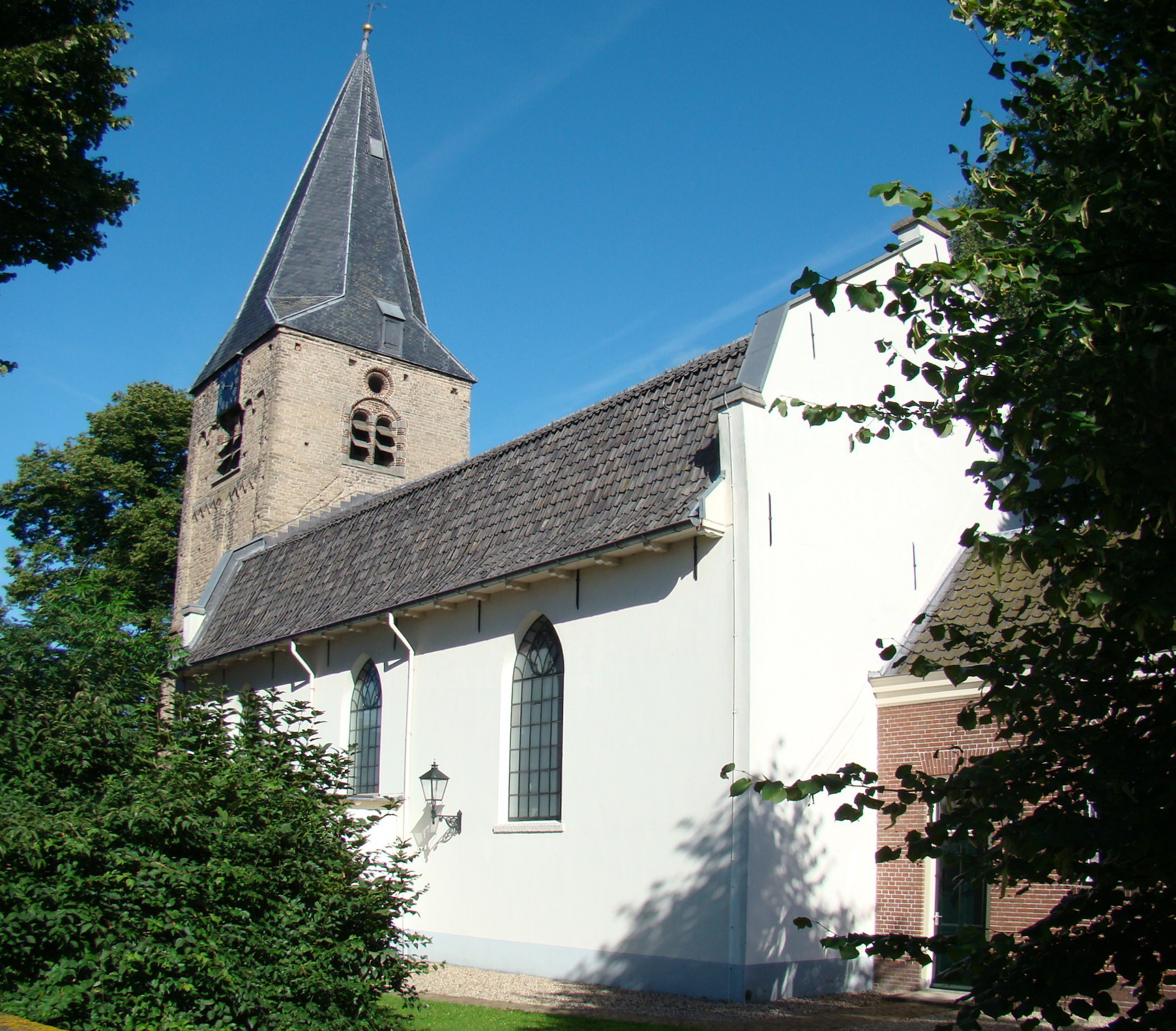
Dorpskerk
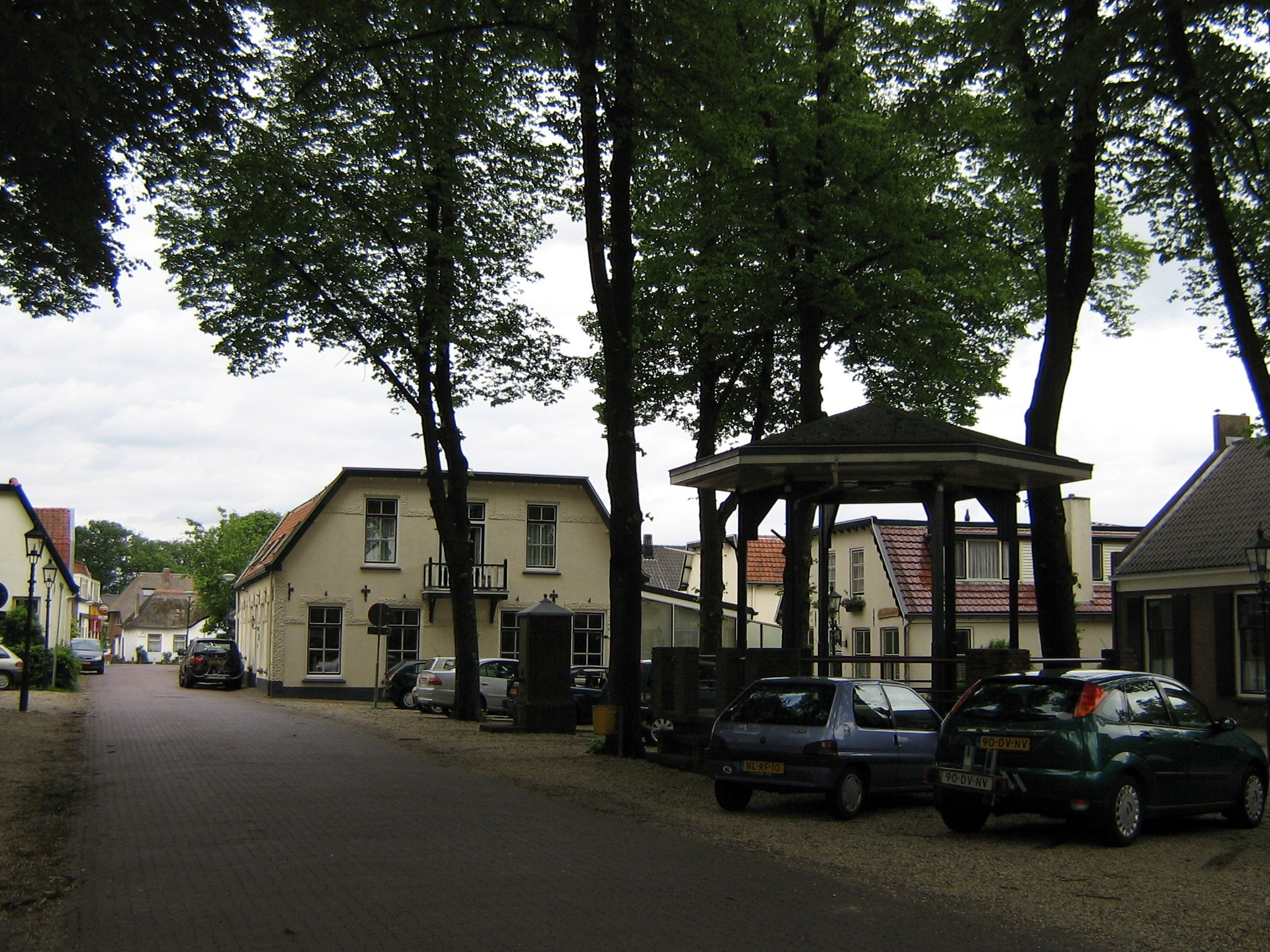
De Brink
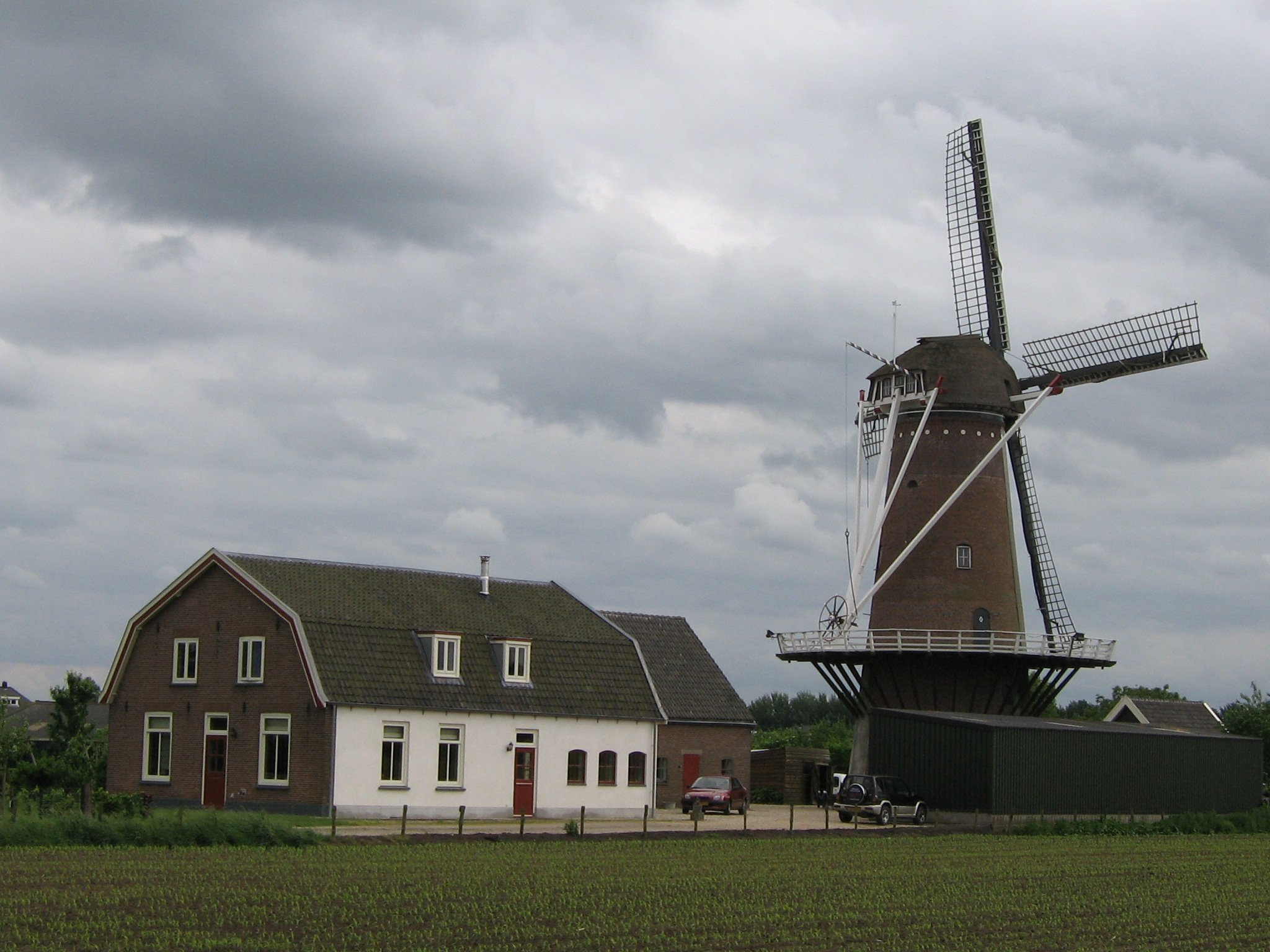
De molen van Werkhoven
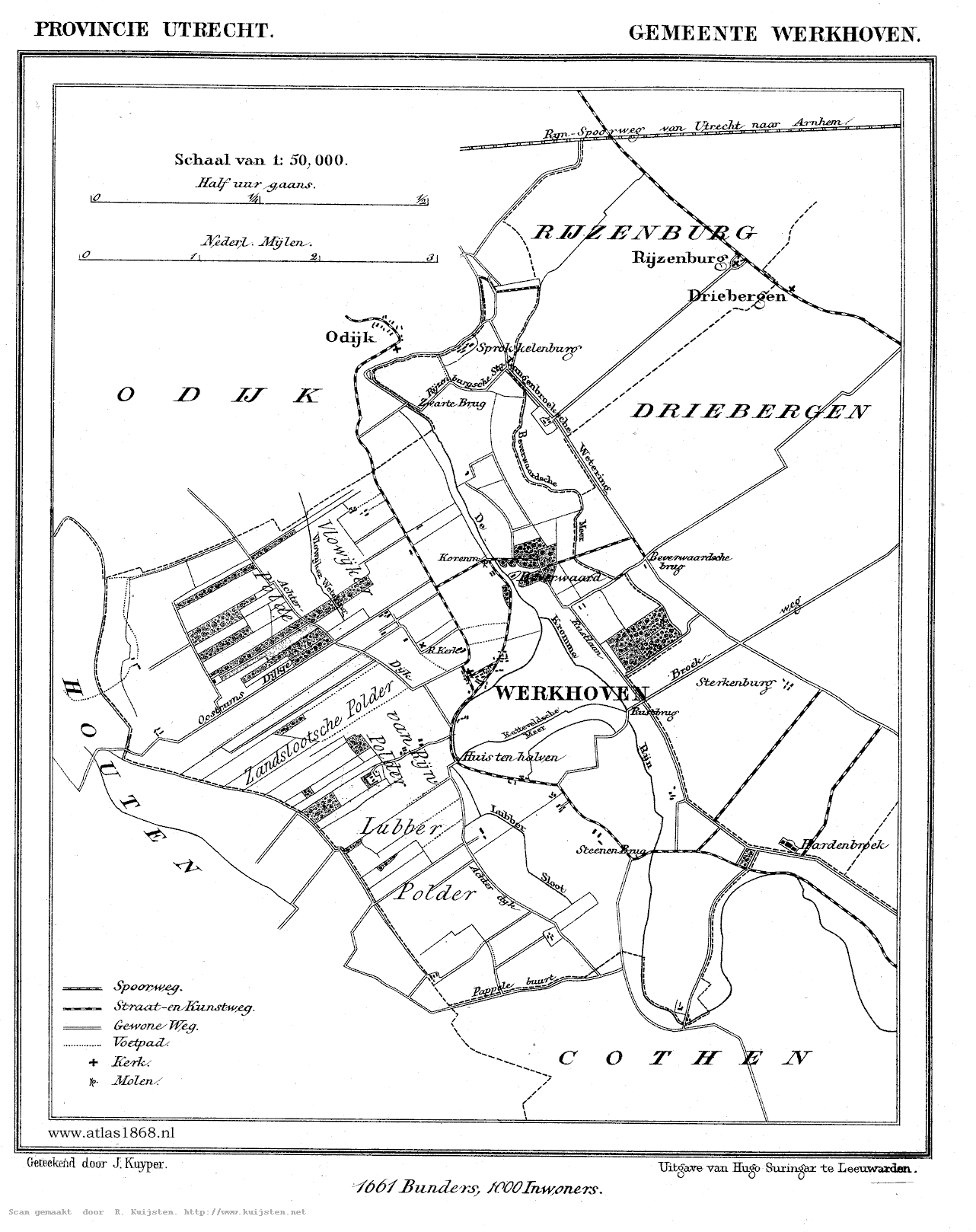
Werkhoven rond 1865
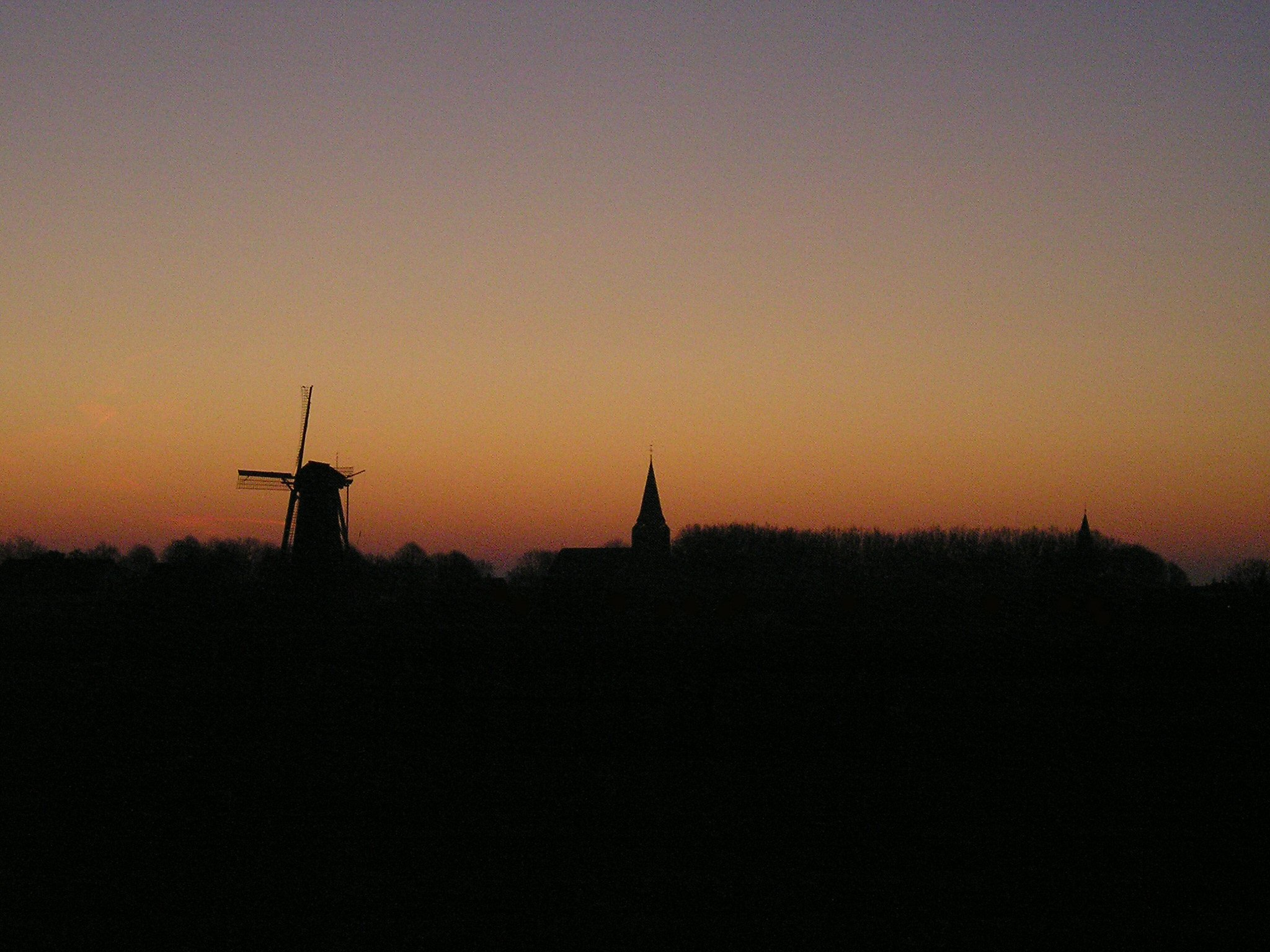
Sky-line Werkhoven 2008
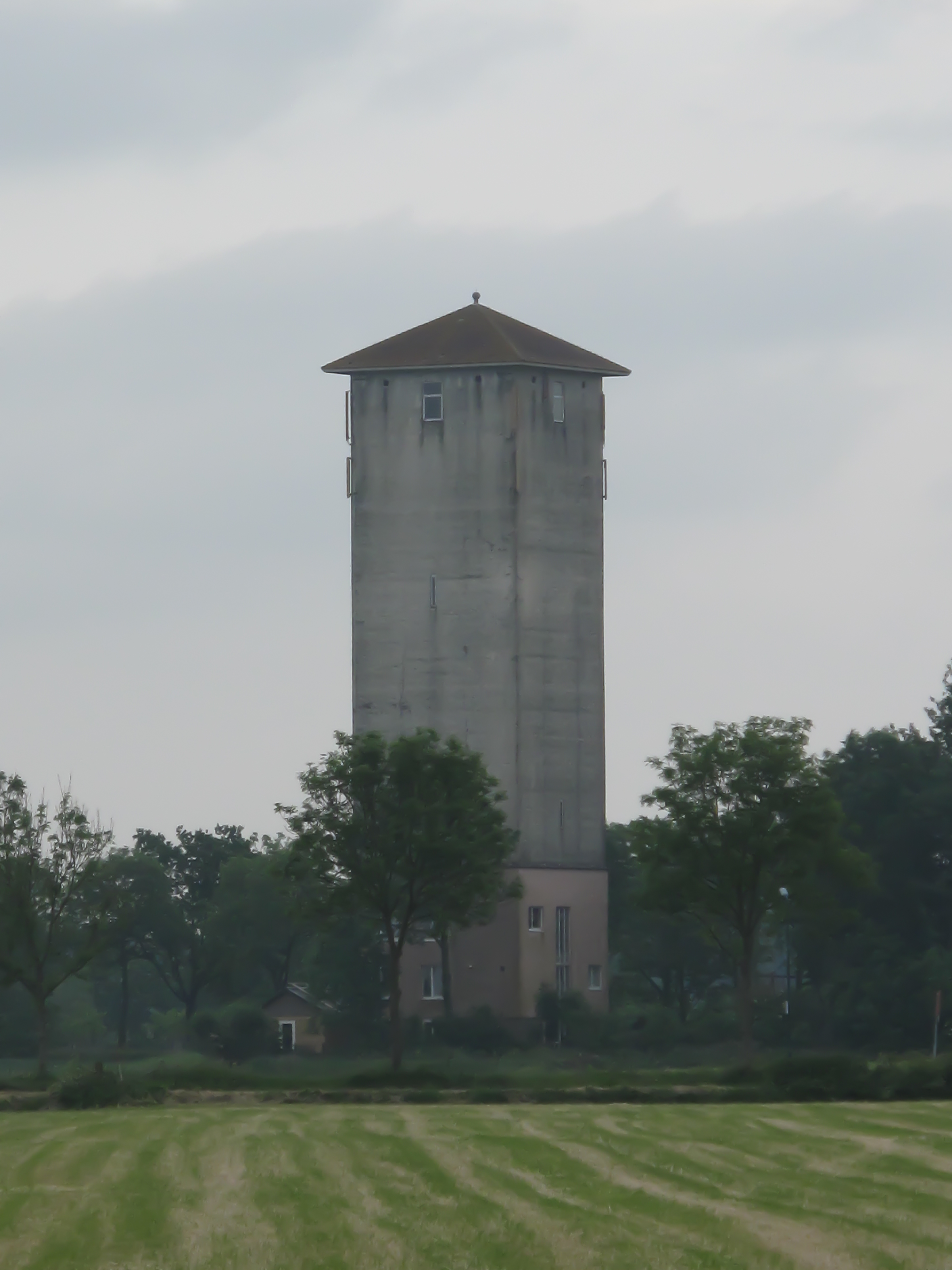
Watertoren
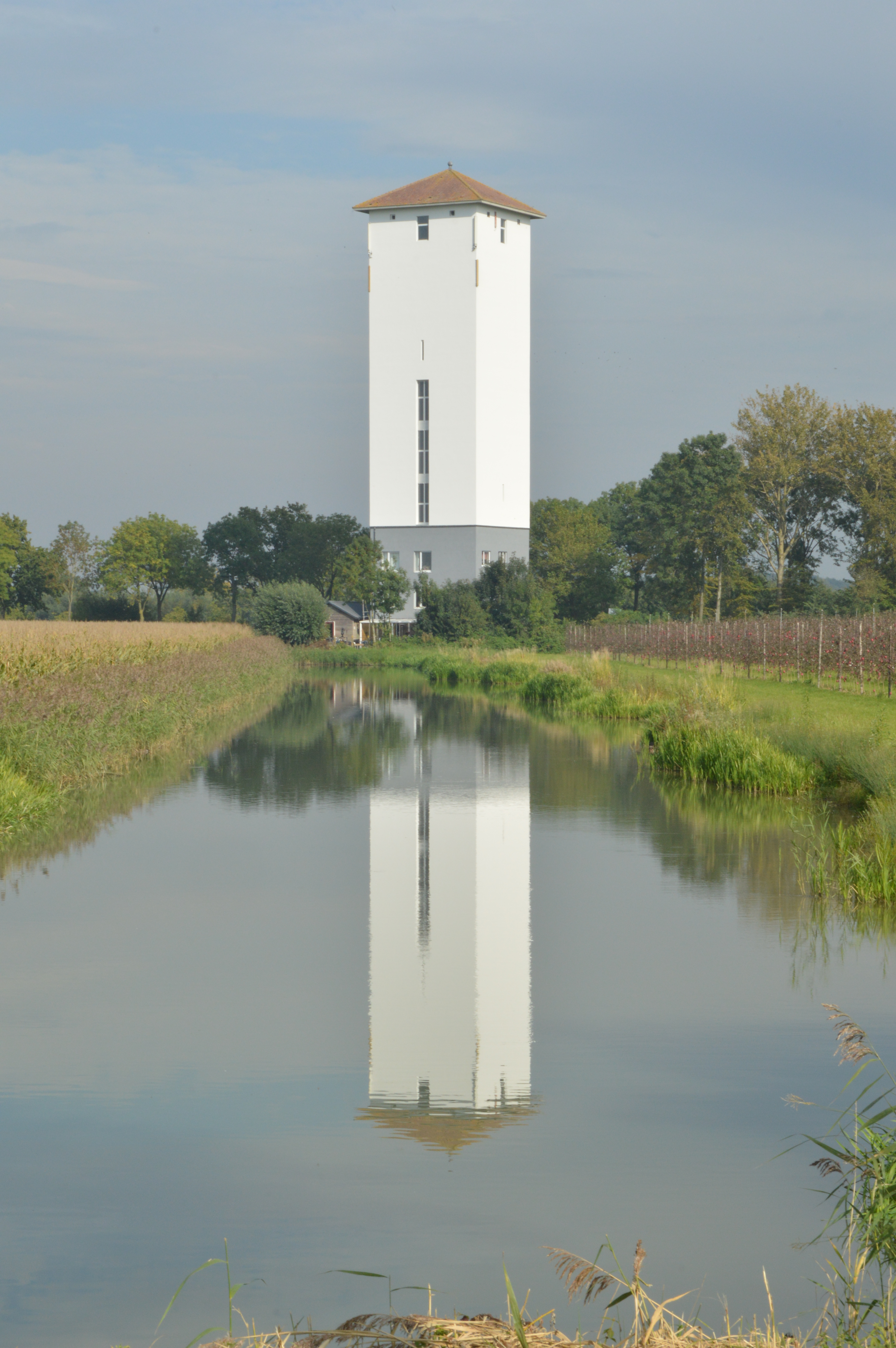
Watertoren aanzicht vanaf provinciale weg
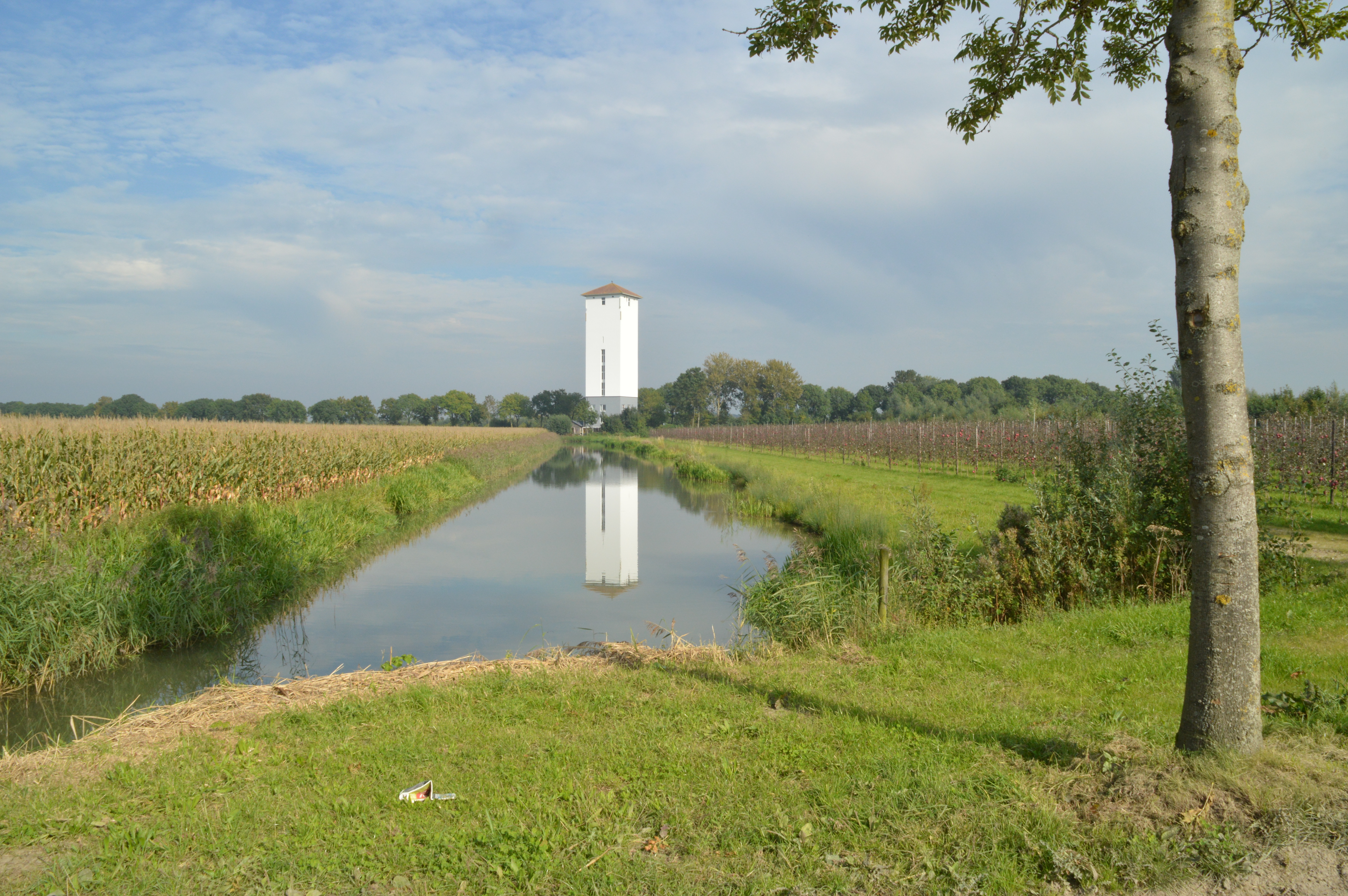
Watertoren Werkhoven in landschap